# Île de Penang
L'île de Penang (en malais : Pulau Pinang ; en chinois : 檳榔嶼) est une île située sur la côte ouest de la Malaisie (fédération de Malaisie), constituant la partie insulaire de l'État de Penang (la partie continentale est appelée Seberang Perai). L'île est reliée au continent par deux franchissements : le pont de Penang et le second pont de Penang, qui traversent le détroit de Penang dont la largeur minimale n'excède pas 1,7 km.
Sur la côte nord-est de l'île se trouve la ville de George Town, capitale de l'État.

## Géographie
Située dans le détroit de Malacca, l'île d'environ 40 km de pourtour est dominée par des sommets culminant à 833 m au Bukit Bendera (« Mont de la bannière » ou Penang Hill).

## Histoire
L'île de Penang appartenait au Kedah avant d'en être détachée le 12 août 1786 par le sultan Abdullah de Kedah au profit de la Compagnie anglaise des Indes orientales du capitaine Francis Light qui fonda la ville George Town.
Durant la Première Guerre mondiale, le 28 octobre 1914, elle fut le théâtre d'un combat naval entre des navires français et russe, et le croiseur allemand Emden.
Au cours de la Seconde Guerre mondiale, à la suite d'intenses et incessants bombardements aériens par les Japonais, l'île, considérée comme indéfendable, fut évacuée les 16 et 17 décembre 1941 par les troupes du Commonwealth britannique.
Durant l'occupation japonaise (1942-1945), Penang abrita une base navale nippone. Une partie de la base navale fut mise à la disposition de la Kriegsmarine allemande qui y détacha quelques sous-marins (U-boots) du Gruppe Monsun. Les U-511 et U-178 firent relâche à Penang en juillet et août 1943.

## Tourisme

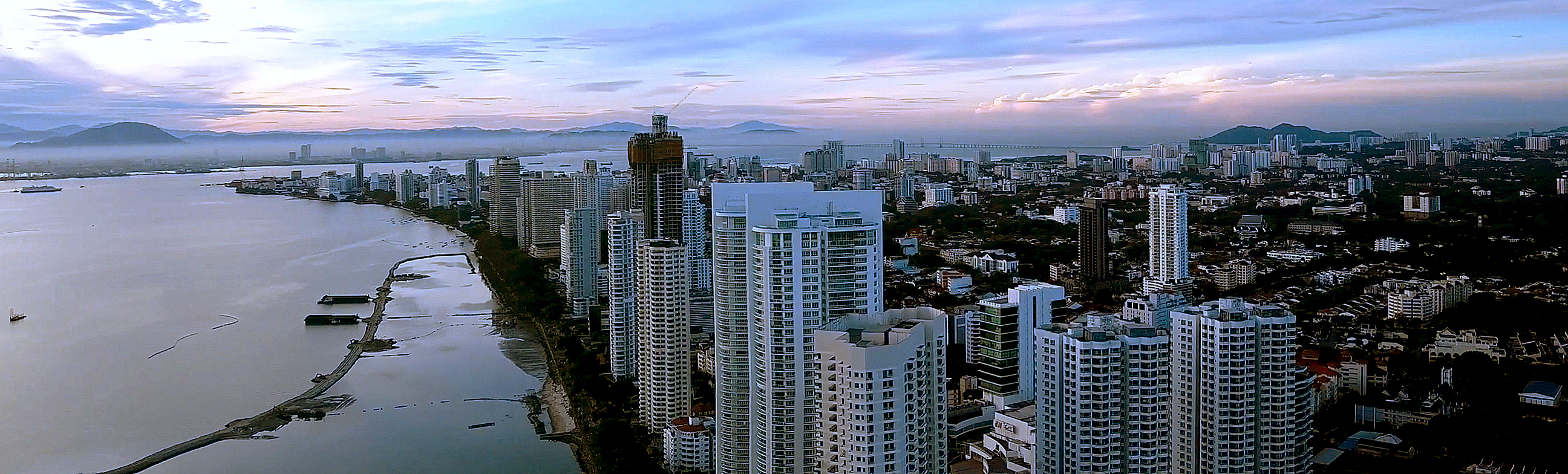
Panoramic view of the skyline of George Town in Penang, Malaysia

Un funiculaire grimpe depuis le quartier d'Air Itam au sommet de Penang Hill (Bukit Bendera). Le sommet, du fait de son altitude (833 m), était une villégiature tempérée, privilégiée par les colons britanniques. Un cachet d'antan perdure parmi les grosses maisons coloniales laissées inaltérées par le temps. Cette impression de retraite est accentuée par l'absence d'accès routier au sommet. La végétation est luxuriante et le calme absolu. C'est en contraste avec le développement qu'a connu la bouillonnante George Town.